# Raymond Bonheur (musicien)
Pour les articles homonymes, voir Raymond Bonheur et Bonheur.
Raymond Bonheur est un compositeur français né le 30 mars 1861 à Paris et mort le 4 août 1939 à Magny-les-Hameaux (Yvelines).

## Biographie
Raymond François Bonheur est né le 30 mars 1861 à Paris (6e arrondissement) au sein d'une famille d'artistes : il est le fils de l'artiste peintre Auguste Bonheur et de Marie Marguerite Fauché, et le neveu de Rosa Bonheur,. 
Il fréquente les milieux littéraires et artistiques parisiens de son temps, est l'ami d'André Gide, Francis Jammes,   Charles Guérin, Albert Samain, Eugène Carrière, Ernest Chausson et Claude Debussy, des personnalités qu'il recevra régulièrement dans sa maison de Magny-les-Hameaux. Il est le dédicataire de deux poèmes de Jammes et du Prélude à l'Après-midi d'un faune de Debussy.
Comme compositeur, il est l'auteur d'une musique de scène pour Polyphème d'Albert Samain, créée le 9 mai 1904 au Nouveau-Théâtre de Paris, de plusieurs mélodies, en particulier sur des textes de Francis Jammes et Paul Fort, « révélant une sensibilité particulièrement pénétrante, un don frappant d'expression, un sens personnel de la déclamation », d'un opéra-comique, Malva, d'après une nouvelle de Maxime Gorki. 
Il meurt le 4 août 1939 à Magny-les-Hameaux, où il est inhumé. 

## Iconographie
- Portrait de Raymond Bonheur, par Eugène Carrière, collections du musée Lambinet, Versailles[8].